# Falcidens hoffmanni
Falcidens hoffmanni is een schildvoetigensoort uit de familie van de Chaetodermatidae. De wetenschappelijke naam van de soort is voor het eerst geldig gepubliceerd in 1939 door Stork.